# Vysokovsk
Vysokovsk (rusky Высо́ковск) je město v Moskevské oblasti v Ruské federaci. Při sčítání lidu v roce 2010 měl přes deset tisíc obyvatel.

## Poloha a doprava
Vysokovsk leží přibližně sto kilometrů severozápadně od Moskvy a přibližně deset kilometrů západně od Klinu, správního střediska rajónu.
Východně od obce prochází dálnice M11 „Něva“ z Moskvy do Petrohradu.

## Dějiny
Vysokovsk vznikl u textilní manufaktury postavené v roce 1877. Dvě starší vesničky, kde bydleli dělníci manufaktury, Vysokoje (Высо́кое) a Novyj Bazar (Но́вый База́р), byly v roce 1928 sloučeny v jedno sídlo nazvané Vysokovskij (Высоко́вский), které v roce 1940 získalo status města.
V roce 1941 bylo město krátce obsazeno německou armádou a značně poškozeno v rámci bitvy před Moskvou. V roce 1950 bylo výrazně přestavěno.

### Rodáci
- Jurij Alexandrovič Zolotov (* 1932), chemik
- Kirill Pavlovič Suslov (* 1991), fotbalista